# Friedhof Ludwigsthal

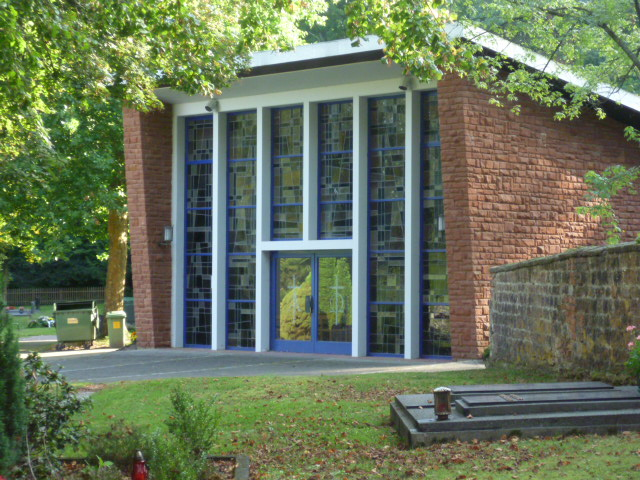
Leichenhalle des Friedhofs

Der Friedhof Ludwigsthal, ehemals Friedhof An der Plantage, ist ein kleiner Friedhof im Neunkircher Stadtteil Ludwigsthal.

## Geschichte
Der Friedhof Ludwigsthal wurde 1876 als Friedhof „An der Plantage“ angelegt. Der Name stammte vom Ortsnamen her, denn bis 1884 hieß der Ort „Plantage“, eine Bezeichnung die heute noch im Sprachgebrauch der Neunkircher verwendet wird. Es war ein gemeinschaftlicher Friedhof. Bis zur Einweihung wurden die Protestanten auf dem Friedhof von Limbach und die Katholiken in Niederbexbach bestattet.
1969 wurde eine Leichenhalle eingerichtet. Der Friedhof wurde ab Mitte der 1970er erweitert und 1980 wurde ein neuer Vorplatz gestaltet. Heute finden jährlich etwa acht Bestattungen statt.

## Lage
Der Friedhof befindet sich an der Hauptstraße von Ludwigsthal, südlich vom Stadtkern und grenzt an den dortigen Wald. Das Gelände erstreckt sich auf 0,8 Hektar.